# Przezmianki

Przezmianki (10) u muchy domowej (Musca domestica)

Przezmianki, haltery (łac. halteres) – zredukowana para skrzydeł występujących na zatułowiu muchówek (Diptera) i śródtułowiu samców wachlarzoskrzydłych (Strepsiptera). 
Składają się z nasady, nóżki i główki. Pełnią między innymi rolę narządów zmysłu – informują o położeniu ciała, działają jako stymulator lotu. Przezmianki mają zazwyczaj kształt kolbek osadzonych na cienkich trzonkach, bywają też przezmianki łuskowate. Są wypełnione hemolimfą.
U muchówek od strony grzbietowej często przykryte łuską tułowiową skrzydła. Rozmiary i ubarwienie przezmianek stanowią u nich istotne cechy determinacyjne.